# Koktjubinidae
Koktjubinidae es una familia de foraminíferos bentónicos cuyos taxones se hubiesen incluido en la familia Biseriamminidae, de la superfamilia Palaeotextularioidea, del suborden Fusulinina y del orden Fusulinida. Su rango cronoestratigráfico abarca desde el Viseense hasta el Serpukhoviense (Carbonífero inferior).

## Discusión
Clasificaciones más recientes incluyen Koktjubinidae en la superfamilia Globivalvulinoidea, del suborden Endothyrina, del orden Endothyrida, de la subclase Fusulinana y de la clase Fusulinata. Otras clasificaciones la hubiesen incluido en la Superfamilia Biseriamminoidea.

## Clasificación
Koktjubinidae incluye a las siguientes subfamilia y géneros:
- Subfamilia Koktjubininae
  - Admiranda †
  - Dzhamansorina †
  - Koktjubina †
  - Ulanbela †